# Modèle non standard de l'arithmétique
En logique mathématique, un modèle non standard de l'arithmétique est un modèle non standard de l'arithmétique de Peano, qui contient par conséquent des entiers non standards. Le modèle standard de l'arithmétique contient exactement les entiers naturels 0, 1, 2, etc.  Les éléments du domaine de tout modèle de l'arithmétique de Peano sont ordonnés linéairement et possèdent un segment initial isomorphe aux nombres naturels standards. Un modèle non standard est un modèle qui contient également des éléments en dehors de ce segment initial. Thoralf Skolem (1934) fut le premier à poser les bases de l'arithmétique non standard, généralisée ensuite à l'analyse non standard par Abraham Robinson. 

## Existence
L'existence de modèles non standards de l'arithmétique peut être démontrée par l'application du théorème de compacité.  Pour ce faire, on définit une théorie avec pour langage, le langage de l'arithmétique de Peano auquel on ajoute un nouveau symbole x. L'ensemble des axiomes de la nouvelle théorie contient les axiomes de l'arithmétique de Peano auxquels on ajoute l'ensemble d'axiomes {\displaystyle \{A_{n}\}_{n\in \mathbb {N} }}, avec pour chaque {\displaystyle n} explicite : {\displaystyle A_{n}\iff x>n} (par exemple {\displaystyle A_{3}} est la formule {\displaystyle x>1+1+1}). Chaque sous-ensemble fini de ces axiomes est valide dans le modèle standard de l'arithmétique, donc par le théorème de compacité il y a un modèle satisfaisant tous ces axiomes, mais l'élément de ce modèle correspondant à {\displaystyle x} ne peut pas être un entier naturel standard. 
En utilisant des méthodes plus complexes (par exemple à l'aide d'ultraproduits), il est possible de construire des modèles non standard qui possèdent des propriétés plus compliquées. Par exemple, il existe des modèles de l'arithmétique de Peano dans lesquels le théorème de Goodstein n'est pas satisfait, ce qui démontre qu'il ne peut pas être démontré dans l'arithmétique du premier ordre (en revanche, il peut être démontré dans l'arithmétique du second ordre).

## Modèles dénombrables
On peut montrer que tout modèle non standard dénombrable de l'arithmétique possède une structure d'ordre isomorphe à celle de {\displaystyle \mathbb {N} \sqcup (\mathbb {Q} \times \mathbb {Z} )} , l'union disjointe de N avec le produit cartésien de Q et de Z. Le produit cartésien y est ordonné par la gauche, c'est-à-dire que les entiers standard sont en premier, et sont suivis d'une répartition dense de « paquets » d'entiers non standards consécutifs isomorphes à {\displaystyle \mathbb {Z} }.
On peut en effet définir une relation d'équivalence sur les entiers non standards par a équivalent à b si et seulement si a et b diffèrent d'un entier standard. On vérifie facilement qu'il s'agit d'une relation d'équivalence, que les classes d'équivalences sont isomorphes à {\displaystyle \mathbb {Z} } en tant qu'ensembles ordonnés (par analogie avec les nombres hyperréels, ces classes sont encore appelées des galaxies), et que la relation d'ordre sur les entiers du modèle passe au quotient. On montre alors que l'ensemble quotient est un ensemble ordonné sans plus grand ni plus petit élément, et dont l'ordre est dense, et comme il est dénombrable, il est isomorphe à {\displaystyle \mathbb {Q} }, d’après le théorème de Cantor.